# Pidigan
Pidigan è una municipalità di quinta classe delle Filippine, situata nella provincia di Abra nella Regione Amministrativa Cordillera.
Pidigan è formata da 15 baranggay:
- Alinaya
- Arab
- Garreta
- Immuli
- Laskig
- Monggoc
- Naguirayan
- Pamutic

- Pangtud
- Poblacion East
- Poblacion West
- San Diego
- Sulbec
- Suyo (Malidong)
- Yuyeng